# Har Achina'am
Har Achina'am (hebrejsky: הר אחינעם) je hora o nadmořské výšce 451 metrů v severním Izraeli, v pohoří Gilboa.
Leží v střední části pohoří Gilboa, cca 8 kilometrů západně od města Bejt Še'an a 3 kilometry severozápadně od vesnice Ma'ale Gilboa. Má podobu výrazného návrší s převážně zalesněnou vrcholovou partií. Poblíž vrcholku vede lokální silnice 667. Na východní straně terén prudce klesá, vesměs po odlesněných svazích, do zemědělsky využívaného Bejtše'anského a Charodského údolí, kam odtud klesá také vádí Nachal Gefet. Na jih odtud stojí sousední vrchol Har Jicpor, na severní straně je to vrch Har Barkan, na jihovýchodě Har Gefet. Po jihozápadních svazích hory vede izraelská bezpečnostní bariéra, která od počátku 21. století odděluje přilehlý Západní břeh Jordánu, kde v těsné blízkosti leží palestinská vesnice Faqqua.